# Tour de France de 2011
Le Tour de France 2011 foi a nonagésima oitava edição da Tour de France, a mais tracional competição ciclística realizada na França. A prova teve início em 2 de julho na Passage du Gois, localizada na Ilha de Noirmoutier e terminou no dia 24 de julho de 2011, com a chegada na avenida Champs-Élysées em Paris.

## Percurso
A prova	com 3.430,5 km de percurso, foi programada em 21 etapas.
Características das etapas
- 10 etapas com percurso plano,
- 6 etapas de montanha, com 4 chegadas no topo,
- 3 etapas acidentadas,
- 1 prova contra-relógio individual (42,5 km),
- 1 prova contra-relógio por equipes (23 km).

## Ver também

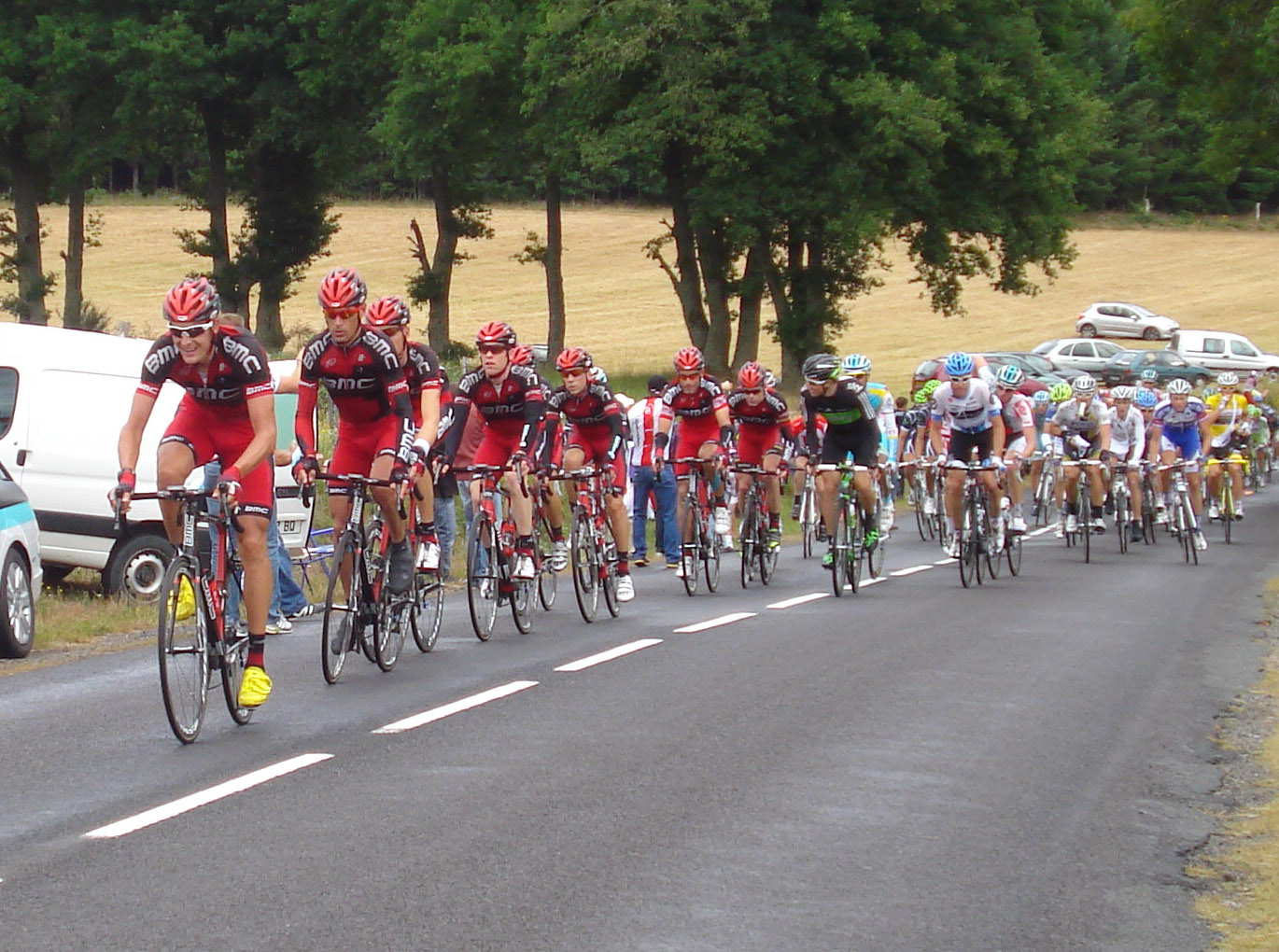
Pelotão de ciclistas na 8ª etapa.

## Etapas
| Etapa | Data     | Largada                           | Chegada                           | Km       | Tipo     | Tipo          | Vencedor             | Líder Geral      |
| ----- | -------- | --------------------------------- | --------------------------------- | -------- | -------- | ------------- | -------------------- | ---------------- |
| 1     | 2 Julho  | Passage du Gois La Barre-de-Monts | Mont des Alouettes Les Herbiers   | 191,5    |          | Plano         | Philippe Gilbert     | Philippe Gilbert |
| 2     | 3 Julho  | Les Essarts                       | Les Essarts                       | 23       |          | CR Equipes    | Garmin-Cervélo       | Thor Hushovd     |
| 3     | 4 Julho  | Olonne-sur-Mer                    | Redon                             | 198      |          | Plano         | Tyler Farrar         | Thor Hushovd     |
| 4     | 5 Julho  | Lorient                           | Mûr-de-Bretagne                   | 172,5    |          | Plano         | Cadel Evans          | Thor Hushovd     |
| 5     | 6 Julho  | Carhaix-Plouguer                  | Cap Fréhel                        | 164,5    |          | Plano         | Mark Cavendish       | Thor Hushovd     |
| 6     | 7 Julho  | Dinan                             | Lisieux                           | 226,5    |          | Plano         | Edvald Boasson Hagen | Thor Hushovd     |
| 7     | 8 Julho  | Le Mans                           | Châteauroux                       | 218      |          | Plano         | Mark Cavendish       | Thor Hushovd     |
| 8     | 9 Julho  | Aigurande                         | Super-Besse Sancy                 | 189      |          | Acidentado    | Rui Alberto Costa    | Thor Hushovd     |
| 9     | 10 Julho | Issoire                           | Saint-Flour                       | 208      |          | Acidentado    | Luis-Leon Sanchez    | Thomas Voeckler  |
| -     | 11 Julho | Descanso                          | Descanso                          | Descanso | Descanso | Descanso      | Descanso             | Descanso         |
| 10    | 12 Julho | Aurillac                          | Carmaux                           | 158      |          | Plano         | André Greipel        | Thomas Voeckler  |
| 11    | 13 Julho | Blaye-les-Mines                   | Lavaur                            | 167,5    |          | Plano         | Mark Cavendish       | Thomas Voeckler  |
| 12    | 14 Julho | Cugnaux                           | Luz-Ardiden                       | 211      |          | Montanha      | Samuel Sanchez       | Thomas Voeckler  |
| 13    | 15 Julho | Pau                               | Lourdes                           | 152,5    |          | Montanha      | Thor Hushovd         | Thomas Voeckler  |
| 14    | 16 Julho | Saint-Gaudens                     | Plateau de Beille                 | 168,5    |          | Montanha      | Jelle Vanendert      | Thomas Voeckler  |
| 15    | 17 Julho | Limoux                            | Montpellier                       | 192,5    |          | Plano         | Mark Cavendish       | Thomas Voeckler  |
| -     | 18 Julho | Descanso                          | Descanso                          | Descanso | Descanso | Descanso      | Descanso             | Descanso         |
| 16    | 19 Julho | Saint-Paul-Trois-Châteaux         | Gap                               | 162,5    |          | Acidentado    | Thor Hushovd         | Thomas Voeckler  |
| 17    | 20 Julho | Gap                               | Pinerolo                          | 179      |          | Montanha      | Edvald Boasson Hagen | Thomas Voeckler  |
| 18    | 21 Julho | Pinerolo                          | Galibier Serre-Chevalier          | 200,5    |          | Montanha      | Andy Schleck         | Thomas Voeckler  |
| 19    | 22 Julho | Modane Valfréjus                  | Alpe d'Huez                       | 109,5    |          | Montanha      | Pierre Rolland       | Andy Schleck     |
| 20    | 23 Julho | Grenoble                          | Grenoble                          | 42,5     |          | CR Individual | Tony Martin          | Cadel Evans      |
| 21    | 24 Julho | Créteil                           | Paris - Avenue des Champs-Élysées | 95       |          | Plano         | Mark Cavendish       | Cadel Evans      |

CR = Contra-relógio

## Evolução dos líderes
| Etapa     | Vencedor             | Individual       | Pontos             | Montanha           | Juventude         | Equipa         | Combatividade                                    |
| --------- | -------------------- | ---------------- | ------------------ | ------------------ | ----------------- | -------------- | ------------------------------------------------ |
| 1ª etapa  | Philippe Gilbert     | Philippe Gilbert | Philippe Gilbert   | Philippe Gilbert   | Geraint Thomas    | Quick Step     | Perrig Quemeneur                                 |
| 2ª etapa  | Garmin-Cervélo       | Thor Hushovd     | Philippe Gilbert   | Philippe Gilbert   | Geraint Thomas    | Garmin-Cervélo | sem vencedor                                     |
| 3ª etapa  | Tyler Farrar         | Thor Hushovd     | Jose Joaquin Rojas | Philippe Gilbert   | Geraint Thomas    | Garmin-Cervélo | Mickaël Delage                                   |
| 4ª etapa  | Cadel Evans          | Thor Hushovd     | Jose Joaquin Rojas | Cadel Evans        | Geraint Thomas    | Garmin-Cervélo | Jérémy Roy                                       |
| 5ª etapa  | Mark Cavendish       | Thor Hushovd     | Philippe Gilbert   | Cadel Evans        | Geraint Thomas    | Garmin-Cervélo | José Ivan Gutierrez                              |
| 6ª etapa  | Edvald Boasson Hagen | Thor Hushovd     | Philippe Gilbert   | Johnny Hoogerland  | Geraint Thomas    | Garmin-Cervélo | Adriano Malori                                   |
| 7ª etapa  | Mark Cavendish       | Thor Hushovd     | Jose Joaquin Rojas | Johnny Hoogerland  | Robert Gesink     | Garmin-Cervélo | Yannick Talabardon                               |
| 8ª etapa  | Rui Alberto Costa    | Thor Hushovd     | Philippe Gilbert   | Tejay van Garderen | Robert Gesink     | Garmin-Cervélo | Tejay van Garderen                               |
| 9ª etapa  | Luis-Leon Sanchez    | Thomas Voeckler  | Philippe Gilbert   | Johnny Hoogerland  | Robert Gesink     | Europcar       | Juan Antonio Flecha Giannoni e Johnny Hoogerland |
| 10ª etapa | André Greipel        | Thomas Voeckler  | Philippe Gilbert   | Johnny Hoogerland  | Robert Gesink     | Europcar       | Marco Marcato                                    |
| 11ª etapa | Mark Cavendish       | Thomas Voeckler  | Mark Cavendish     | Johnny Hoogerland  | Robert Gesink     | Europcar       | Mickaël Delage                                   |
| 12ª etapa | Samuel Sanchéz       | Thomas Voeckler  | Mark Cavendish     | Samuel Sanchéz     | Arnold Jeannesson | Leopard Trek   | Geraint Thomas                                   |
| 13ª etapa | Thor Hushovd         | Thomas Voeckler  | Mark Cavendish     | Jérémy Roy         | Arnold Jeannesson | Garmin-Cervélo | Jérémy Roy                                       |
| 14ª etapa | Jelle Vanendert      | Thomas Voeckler  | Mark Cavendish     | Jelle Vanendert    | Rigoberto Uran    | Leopard Trek   | Sandy Casar                                      |
| 15ª etapa | Mark Cavendish       | Thomas Voeckler  | Mark Cavendish     | Jelle Vanendert    | Rigoberto Uran    | Leopard Trek   | Niki Terpstra                                    |
| 16ª etapa | Thor Hushovd         | Thomas Voeckler  | Mark Cavendish     | Jelle Vanendert    | Rigoberto Uran    | Garmin-Cervélo | Mikhail Ignatyev                                 |
| 17ª etapa | Edvald Boasson Hagen | Thomas Voeckler  | Mark Cavendish     | Jelle Vanendert    | Rigoberto Uran    | Garmin-Cervélo | Ruben Perez Moreno                               |
| 18ª etapa | Andy Schleck         | Thomas Voeckler  | Mark Cavendish     | Jelle Vanendert    | Rein Taaramäe     | Garmin-Cervélo | Andy Schleck                                     |
| 19ª etapa | Pierre Rolland       | Andy Schleck     | Mark Cavendish     | Samuel Sánchez     | Pierre Rolland    | Garmin-Cervélo | Alberto Contador                                 |
| 20ª etapa | Tony Martin          | Cadel Evans      | Mark Cavendish     | Samuel Sánchez     | Pierre Rolland    | Garmin-Cervélo | sem vencedor                                     |
| 21ª etapa | Mark Cavendish       | Cadel Evans      | Mark Cavendish     | Samuel Sánchez     | Pierre Rolland    | Garmin-Cervélo | sem vencedor                                     |
| Final     | Final                | Cadel Evans      | Mark Cavendish     | Samuel Sánchez     | Pierre Rolland    | Garmin-Cervélo | Jérémy Roy                                       |

## Equipas
| - Estados Unidos Garmin-Cervélo (GRM) Team HTC-Highroad (THR) Team RadioShack (RSH) BMC Racing Team (BMC) - França Ag2r-La Mondiale (ALM) Europcar (EUC) Cofidis (COF) FDJ (FDJ) Saur-Sojasun (SAU) - Luxemburgo Leopard Trek (LEO) | - Itália Lampre-ISD (LAM) Garmin-Cervélo (LIQ) - Bélgica Quick-Step (QST) Omega Pharma-Lotto (OLO) - Dinamarca Team Saxo Bank (SBS) - Espanha Euskaltel-Euskadi (EUS) Movistar Team (MOV) | - Cazaquistão Astana (AST) - Países Baixos Rabobank (RAB) Vacansoleil-DCM (VCD) - Rússia Katusha (KAT) - Reino Unido Team Sky (SKY) |